# Морской попечительский совет
Морско́й попечи́тельский сове́т (англ. Marine Stewardship Council, сокр. MSC, по-русски — МПС) — международная независимая некоммерческая организация, устанавливающая стандарты устойчивого рыболовства для решения глобальной проблемы чрезмерного вылова, ведущего к истощению мировых рыбных запасов.
В результате деятельности MSC была создана сертификация управления морскими биоресурсами. В системе сертификации Морского попечительского совета используются международные правила и нормы, включая документы ООН, разработаны универсальные и признанные во всем мире принципы устойчивого управления морскими биоресурсами и рыболовецкими предприятиями, и MSC их успешно внедряет в разных странах мира.
За ответственный подход к эксплуатации морских биологических ресурсов MSC даёт право предприятию-производителю помечать продукцию своим знаком, который свидетельствует о соответствии данной продукции экологическим стандартам добычи и переработки. Покупатель, выбирая сертифицированную продукцию, поддерживает устойчивое рыболовство без подрыва воспроизводства рыбных запасов.

## История становления
Знак MSC учреждён в 1997 году крупнейшим импортёром рыбопродукции в мире компанией «Юнилевер» (англ. Unilever) и Всемирным фондом дикой природы (WWF). В 1999 году MSC стал самостоятельной организацией, разработавшей программу экологической сертификации рыболовства. Первый в мире сертификат MSC был выдан в 2000 году в Австралии.

## Оценка промысла по методике MSC
Методика MSC предполагает оценку промысла по трём группам критериев:
- состояние запаса;
- влияние промысла на запас и окружающую среду;
- система управления промыслом.

Каждая группа включает ряд показателей, в целом их около 30, каждый из которых оценивается по 100-балльной шкале. Оценку осуществляет группа экспертов из признанных специалистов в области рыболовства. В случае, если какой-либо показатель набирает меньше 80 баллов, рыбопромысловая компания получает так называемое «условие для выполнения», которое носит обязательный характер и направлено на повышение экологичности деятельности компании по этому показателю. Выполнение поставленных условий проверяется в результате ежегодного аудита.
В совокупности, ежегодный общий вылов морских биологических ресурсов сертифицированными MSC промыслами составляет более 5 млн т. Ими производится более 2,5 тыс. наименований морепродуктов в мире. Рыба пищевых сортов представлена 42 % мирового вылова лосося, 40 % основных видов белой рыбы и 18 % мирового вылова омаров.

## MSC в России
В России первым сертификацию на соответствие стандартам MSC в сентябре 2009 г. прошёл промысел горбуши и кеты на о. Итуруп (на участках вдоль северного побережья острова в Курильском заливе и в заливе Простор), который ведет ЗАО «Гидрострой».
В ноябре 2010 года сертификацию прошли промыслы трески и пикши Баренцева моря. Сертификат действует на весь вылов трески и пикши, добытый шестнадцатью рыбопромысловыми траулерами, принадлежащими российским компаниям, базирующимся в Мурманске: ОАО «Рыбпроминвест», ООО «Альтернатива», ОАО «Мурманский траловый флот», ОАО «МТФ-1», ООО «МТФ-4», ОАО «Карат», ОАО «Карат-1», ОАО «Рыболовная компания Согра». В 2009 г. объём вылова этих судов составил 65 535 т трески и 23 837 т пикши. Таким образом, около 30 % российской национальной квоты вылова трески и около 30 % российской национальной квоты вылова пикши Баренцева моря в течение пяти лет могли продаваться со знаком MSC на упаковке по всему миру.
В сентябре 2013 года сертификацию MSC получил один из крупнейших рыбных промыслов — траловый промысел минтая в Охотском море. Сертификация была проведена по заказу НКО «Ассоциация добытчиков минтая». По оценке Морской программы WWF России, в нашей стране наиболее перспективны для сертификации: сайровый промысел с применением новой техники лова с помощью подхвата; ярусный лов трески и палтуса; ловушечный промысел крабов, креветок и трубача; лососевый промысел ставными неводами; прибрежный многовидовой промысел маломерным флотом. Из потенциально возможных — лов трески с помощью ловушек, который довольно широко применяется в США, но практически неизвестен в России.